# Хронология пилотируемых космических полётов (1990-е)
Этот список включает перечень пилотируемых полётов с 1990-го по 1999-й годы. 1990-е — четвёртое десятилетие полётов человека в космос. В этот период было начато строительство Международной космической станции.

## 1990 год
| №   | Экипаж                                                                                        | Корабль доставки                | Корабль возвращения              | Достижения | Продолжительность  |
| --- | --------------------------------------------------------------------------------------------- | ------------------------------- | -------------------------------- | --- | ------------------ |
| 127 | Дэниел Бранденстайн Джеймс Уэзерби Бонни Данбар Марша Айвинс Джордж Лоу                       | 9 января 1990 Колумбия STS-32   | 20 января 1990 Колумбия STS-32   | 33-й полёт шаттла. 9-й полёт «Колумбии». | 10 дней 21 ч 01 м  |
| 128 | Анатолий Соловьёв Александр Баландин                                                          | 11 февраля 1990 «Союз ТМ-9»     | 9 августа 1990 «Союз ТМ-9»       | Шестая долговременная экспедиция на станции «Мир». | 179 дней 1 ч 19 м  |
| 129 | Джон Крейтон Джон Каспер Дейвид Хилмерс Ричард Маллейн Пьерр Туот                             | 28 февраля 1990 Атлантис STS-36 | 4 марта 1990 Атлантис STS-36     | 34-й полёт шаттла. 6-й полёт «Атлантиса». Полёт для министерства обороны США. | 4 дня 10 ч 18 м    |
| 130 | Лорен Шрайвер Чарлз Болден Стивен Хоули Брюс МакКэндлесс Кэтрин Салливэн                      | 24 апреля 1990 Дискавери STS-31 | 29 апреля 1990 Дискавери STS-31  | 35-й полёт шаттла. 10-й полёт «Дискавери». Запуск телескопа Хаббл. | 5 дней 1 ч 16 м    |
| 131 | Геннадий Манаков Геннадий Стрекалов                                                           | 1 августа 1990 «Союз ТМ-10»     | 10 декабря 1990 «Союз ТМ-10»     | Седьмая долговременная экспедиция на станции «Мир». | 130 дней 20 ч 36 м |
| 132 | Ричард Ричардс Роберт Кабана Брюс Мелник Уильям Шеперд Томас Эйкерс                           | 6 октября 1990 Дискавери STS-41 | 10 октября 1990 Дискавери STS-41 | 36-й полёт шаттла. 11-й полёт «Дискавери». | 4 дня 2 ч 10 м     |
| 133 | Ричард Кови Фрэнк Калбертсон Чарлз Гемар Роберт Спрингер Карл Мид                             | 15 ноября 1990 Атлантис STS-38  | 20 ноября 1990 Атлантис STS-38   | 37-й полёт шаттла. 7-й полёт «Атлантиса». Полёт для министерства обороны США. | 4 дня 21 ч 55 м    |
| 134 | Вэнс Бранд Гай Гарднер Джеффри Хоффман Джон Лаундж Роберт Паркер Сэмюел Дарранс Роналд Паризи | 2 декабря 1990 Колумбия STS-35  | 10 декабря 1990 Колумбия STS-35  | 38-й полёт шаттла. 10-й полёт «Колумбии». | 8 дней 23 ч 05 м   |
| 135 | Виктор Афанасьев Муса Манаров                                                                 | 2 декабря 1990 «Союз ТМ-11»     | 26 мая 1991 «Союз ТМ-11»         | Восьмая долговременная экспедиция на станции «Мир». «Союз ТМ-11» стартовал в космос в один день с «Колумбией STS-35», но на 1,5 часа позже. Тоёхиро Акияма — первый космонавт из Японии. Акияма вернулся на Землю на «Союз ТМ-10». Новый рекорд суммарной продолжительности пребывания в космосе — Манаров (за два полёта) = 12984 ч 32 м (541 день 00 ч 32 м), после приземления Манарова 26.05.91. | 175 дней 1 ч 52 м  |
| 135 | Тоёхиро Акияма                                                                                | 2 декабря 1990 «Союз ТМ-11»     | 10 декабря 1990 «Союз ТМ-10»     | Восьмая долговременная экспедиция на станции «Мир». «Союз ТМ-11» стартовал в космос в один день с «Колумбией STS-35», но на 1,5 часа позже. Тоёхиро Акияма — первый космонавт из Японии. Акияма вернулся на Землю на «Союз ТМ-10». Новый рекорд суммарной продолжительности пребывания в космосе — Манаров (за два полёта) = 12984 ч 32 м (541 день 00 ч 32 м), после приземления Манарова 26.05.91. | 7 дней 21 ч 55 м   |

Итоги года
- Космонавтов СССР — 70 (+3 за год); Пилотируемых полётов СССР — 69 (+3 за год)
- Астронавтов США — 146 (+13 за год); Пилотируемых полётов США — 66 (+6 за год)
- Космонавтов других стран — 23 (+1 за год);
- Всего астронавтов и космонавтов — 239 (+17 за год)
- Всего пилотируемых полётов — 135 (+9 за год)

## 1991 год
| №   | Экипаж | Корабль доставки                  | Корабль доставки                  | Достижения | Продолжительность |
| --- | --- | --------------------------------- | --------------------------------- | --- | ----------------- |
| 136 | Стивен Нейджел Кеннет Камерон Линда Годвин Джерри Росс Джером Эпт                                                 | 5 апреля 1991 Атлантис STS-37     | 11 апреля 1991 Атлантис STS-37    | 39-й полёт шаттла. 8-й полёт «Атлантиса». | 6 дней 00 ч 32 м  |
| 137 | Майкл Коутс Блэйн Хэммонд Грегори Харбо Доналд Макмонэгл Гайон Блуфорд Чарльз Вич Ричард Хиб                      | 28 апреля 1991 Дискавери STS-39   | 6 мая 1991 Дискавери STS-39       | 40-й полёт шаттла. 12-й полёт «Дискавери». Полёт для министерства обороны США. | 8 дней 7 ч 22 м   |
| 138 | Анатолий Арцебарский                                                                                              | 18 мая 1991 «Союз ТМ-12»          | 10 октября 1991 «Союз ТМ-12»      | Девятая долговременная экспедиция на станции «Мир». Крикалёв вернулся на Землю на «Союз ТМ-13». Хелен Шарман — первая женщина-космонавт из Великобритании. Шарман вернулась на Землю на «Союз ТМ-11». | 144 дня 15 ч 22 м |
| 138 | Сергей Крикалёв                                                                                                   | 18 мая 1991 «Союз ТМ-12»          | 25 марта 1992 «Союз ТМ-13»        | Девятая долговременная экспедиция на станции «Мир». Крикалёв вернулся на Землю на «Союз ТМ-13». Хелен Шарман — первая женщина-космонавт из Великобритании. Шарман вернулась на Землю на «Союз ТМ-11». | 311 дней 20 ч 1 м |
| 138 | Хелен Шарман | 18 мая 1991 «Союз ТМ-12»          | 26 мая 1991 «Союз ТМ-11»          | Девятая долговременная экспедиция на станции «Мир». Крикалёв вернулся на Землю на «Союз ТМ-13». Хелен Шарман — первая женщина-космонавт из Великобритании. Шарман вернулась на Землю на «Союз ТМ-11». | 7 дней 21 ч 15 м  |
| 139 | Брайан О’Коннор Сидни Гутьеррес Джеймс Бейгиан Тамара Джерниган Маргарет Седдон Фрэнсис Гэффни Милли Хьюз-Фулфорд | 5 июня 1991 Колумбия STS-40       | 14 июня 1991 Колумбия STS-40      | 41-й полёт шаттла. 11-й полёт «Колумбии». | 9 дней 2 ч 15 м   |
| 140 | Джон Блаха Майкл Бейкер Шеннон Лусид Джордж Лоу Джеймс Адамсон                                                    | 2 августа 1991 Атлантис STS-43    | 11 августа 1991 Атлантис STS-43   | 42-й полёт шаттла. 9-й полёт «Атлантиса». | 8 дней 21 ч 21 м  |
| 141 | Джон Крейтон Кеннет Райтлер Чарлз Гемар Джеймс Бакли Марк Браун                                                   | 13 сентября 1991 Дискавери STS-48 | 18 сентября 1991 Дискавери STS-48 | 43-й полёт шаттла. 13-й полёт «Дискавери». Полёт для министерства обороны США. | 5 дней 8 ч 28 м   |
| 142 | Александр Волков                                                                                                  | 2 октября 1991 «Союз ТМ-13»       | 25 марта 1992 «Союз ТМ-13»        | Десятая долговременная экспедиция на станции «Мир». Последний полёт под флагом СССР. Франц Фибёк — первый космонавт из Австрии. Аубакиров и Фибёк вернулись на Землю на «Союз ТМ-12».                 | 175 дней 2 ч 51 м |
| 142 | Тохтар Аубакиров Франц Фибёк                                                                                      | 2 октября 1991 «Союз ТМ-13»       | 10 октября 1991 «Союз ТМ-12»      | Десятая долговременная экспедиция на станции «Мир». Последний полёт под флагом СССР. Франц Фибёк — первый космонавт из Австрии. Аубакиров и Фибёк вернулись на Землю на «Союз ТМ-12».                 | 7 дней 22 ч 12 м  |
| 143 | Фредерик Грегори Теренс Хенрикс Джеймс Восс Стори Масгрейв Марио Ранко Томас Хеннен                               | 24 ноября 1991 Атлантис STS-44    | 1 декабря 1991 Атлантис STS-44    | 44-й полёт шаттла. 10-й полёт «Атлантиса». Полёт для министерства обороны США. | 6 дней 22 ч 51 м  |

Итоги года
- Космонавтов СССР — 72 (+2 за год); Пилотируемых полётов СССР — 71 (+2 за год)
- Астронавтов США — 164 (+18 за год); Пилотируемых полётов США — 72 (+6 за год)
- Космонавтов других стран — 25 (+2 за год);
- Всего астронавтов и космонавтов — 261 (+22 за год)
- Всего пилотируемых полётов — 143 (+8 за год)
- Побит рекорд суммарной продолжительности пребывания в космосе  — Манаров (за два полёта) = 12984 ч 32 м (541 день 00 ч 32 м). Предыдущий рекорд был —  Романенко (за три полёта) = 10338 ч 21 м (430 дней 18 ч 21 м).

## 1992 год
| №   | Экипаж                                                                                                 | Корабль доставки                | Корабль влзвращения             | Достижения | Продолжительность  |
| --- | --- | ------------------------------- | ------------------------------- | --- | ------------------ |
| 144 | Роналд Грейб Стивен Освальд Норман Тагард Дейвид Хилмерс Уильям Редди Роберта Бондар Ульф Мербольд     | 22 января 1992 Дискавери STS-42 | 30 января 1992 Дискавери STS-42 | 45-й полёт шаттла. 14-й полёт «Дискавери». Роберта Бондар — женщина-астронавт из Канады.                                                                         | 8 дней 1 ч 15 м    |
| 145 | Александр Викторенко Александр Калери                                                                  | 17 марта 1992 «Союз ТМ-14»      | 10 августа 1992 «Союз ТМ-14»    | 11-я долговременная экспедиция на станции «Мир». Первый полёт под флагом России. Калери — первый космонавт России. Фладе вернулся на Землю на «Союз ТМ-13».      | 145 дней 1 ч 11 м  |
| 145 | Клаус-Дитрих Фладе                                                                                     | 17 марта 1992 «Союз ТМ-14»      | 25 марта 1992 «Союз ТМ-13»      | 11-я долговременная экспедиция на станции «Мир». Первый полёт под флагом России. Калери — первый космонавт России. Фладе вернулся на Землю на «Союз ТМ-13».      | 7 дней 21 ч 57 м   |
| 146 | Чарльз Болден Брайан Даффи Кэтрин Салливан Дэвид Листма Майкл Фоул Дирк Фримаут Байрон Лихтенберг      | 24 марта 1992 Атлантис STS-45   | 2 апреля 1992 Атлантис STS-45   | 46-й полёт шаттла. 11-й полёт «Атлантиса». Фримоут — первый астронавт из Бельгии.                                                                                | 8 дней 22 ч 9 м    |
| 147 | Дэниел Бранденстайн Кевин Чилтон Ричард Хиб Брюс Мелник Пьерр Туот Кэтрин Торнтон Томас Эйкерс         | 7 мая 1992 Индевор STS-49       | 16 мая 1992 Индевор STS-49      | 47-й полёт шаттла. 1-й полёт «Индевора». Первый полёт нового шаттла — «Индевор». Впервые сразу три человека совершили выход в открытый космос из одного корабля. | 8 дней 21 ч 18 м   |
| 148 | Ричард Ричардс Кеннет Боуэрсокс Бонни Данбар Еллен Бейкер Карл Мид Лоуренс Делукас Юджин Трин          | 25 июня 1992 Колумбия STS-50    | 9 июля 1992 Колумбия STS-50     | 48-й полёт шаттла. 12-й полёт «Колумбии». | 13 дней 19 ч 30 м  |
| 149 | Анатолий Соловьёв Сергей Авдеев                                                                        | 27 июля 1992 «Союз ТМ-15»       | 1 февраля 1993 «Союз ТМ-15»     | 12-я долговременная экспедиция на станции «Мир». Тонини — третий космонавт Франции. Тонини вернулся на Землю на «Союз ТМ-14».                                    | 188 дней 21 ч 39 м |
| 149 | Мишель Тонини                                                                                          | 27 июля 1992 «Союз ТМ-15»       | 10 августа 1992 «Союз ТМ-14»    | 12-я долговременная экспедиция на станции «Мир». Тонини — третий космонавт Франции. Тонини вернулся на Землю на «Союз ТМ-14».                                    | 13 дней 18 ч 56 м  |
| 150 | Лорен Шрайвер Эндрю Аллен, Клод Николье Марша Айвинс Джеффри Хоффман Франклин Чанг-Диаз Франко Малерба | 31 июля 1992 Атлантис STS-46    | 8 августа 1992 Атлантис STS-46  | 49-й полёт шаттла. 12-й полёт «Атлантиса». Николиер — первый астронавт из Швейцарии. Малерба — первый астронавт из Италии.                                       | 7 дней 23 ч 16 м   |
| 151 | Роберт Гибсон Кёртис Браун Марк Ли Джей Эпт Нэнси Дейвис Мэй Джемисон Мамору Мори                      | 12 сентября 1992 Индевор STS-47 | 20 сентября 1992 Индевор STS-47 | 50-й полёт шаттла. 2-й полёт «Индевора». Впервые вместе в космосе муж и жена (Ли и Дэвис)                                                                        | 7 дней 22 ч 30 м   |
| 152 | Джеймс Уэзерби Майкл Бейкер Уильям Шеперд Тамара Джерниган Чарлз Вич Стивен МакЛейн                    | 22 октября 1992 Колумбия STS-52 | 1 ноября 1992 Колумбия STS-52   | 51-й полёт шаттла. 13-й полёт «Колумбии». | 9 дней 20 ч 57 м   |
| 153 | Дейвид Уокер Роберт Кабана Гайон Блуфорд Джеймс Восс Майкл Клиффорд.                                   | 2 декабря 1992 Дискавери STS-53 | 9 декабря 1992 Дискавери STS-53 | 52-й полёт шаттла. 15-й полёт «Дискавери». Полёт для министерства обороны США.                                                                                   | 7 дней 7 ч 19 м    |

Итоги года
- Космонавтов России — 74 (+2 за год); Пилотируемых полётов России — 73 (+2 за год)
- Астронавтов США — 177 (+13 за год); Пилотируемых полётов США — 80 (+8 за год)
- Космонавтов других стран — 33 (+8 за год);
- Всего астронавтов и космонавтов — 284 (+23 за год)
- Всего пилотируемых полётов — 153 (+10 за год)

## 1993 год
| №   | Экипаж                                                                                               | Корабль доставки                  | Корабль возвращения               | Достижения                                                                                              | Продолжительность  |
| --- | --- | --------------------------------- | --------------------------------- | --- | ------------------ |
| 154 | Джон Каспер Доналд Макмонэгл Грегори Харбо Марио Ранко Сьюзан Хелмс                                  | 13 января 1993 Индевор STS-54     | 19 января 1993 Индевор STS-54     | 53-й полёт шаттла. 3-й полёт «Индевора».                                                                | 5 дней 23 ч 39 м   |
| 155 | Геннадий Манаков Александр Полещук                                                                   | 24 января 1993 Союз ТМ-16         | 22 июля 1993 Союз ТМ-16           | 13-я долговременная экспедиция на станции «Мир».                                                        | 179 дней 0 ч 44 м  |
| 156 | Кеннет Камерон Стивен Освальд Майкл Фоул Кеннет Кокрелл Эллен Очоа                                   | 8 апреля 1993 Дискавери STS-56    | 17 апреля 1993 Дискавери STS-56   | 54-й полёт шаттла. 16-й полёт «Дискавери». Полёт для министерства обороны США.                          | 9 дней 6 ч 9 м     |
| 157 | Стивен Нейджел Теренс Хенрикс Джерри Росс Чарлз Прекорт Бернард Харрис Ульрих Вальтер Ханс Шлегель   | 26 апреля 1993 Колумбия STS-55    | 6 мая1993 Колумбия STS-55         | 55-й полёт шаттла. 14-й полёт «Колумбии». Полёт по программе Германии.                                  | 9 дней 20 ч 57 м   |
| 158 | Роналд Грейб Брайан Даффи Джордж Лоу Нэнси Кэрри Питер Уайсофф Дженис Восс                           | 21 июня 1993 Индевор STS-57       | 1 июля 1993 Индевор STS-57        | 56-й полёт шаттла. 4-й полёт «Индевора».                                                                | 9 дней 23 ч 46 м   |
| 159 | Василий Циблиев Александр Серебров                                                                   | 1 июля 1993 Союз ТМ-17            | 14 января 1994 Союз ТМ-17         | 14-я долговременная экспедиция на станции «Мир». Эньере вернулся на Землю на «Союз ТМ-16».              | 196 дней 17 ч 46 м |
| 159 | Жан-Пьер Эньере                                                                                      | 1 июля 1993 Союз ТМ-17            | 22 июля 1993 Союз ТМ-16           | 14-я долговременная экспедиция на станции «Мир». Эньере вернулся на Землю на «Союз ТМ-16».              | 20 дней 16 ч 9 м   |
| 160 | Фрэнк Калбертсон Уильям Редди Джеймс Ньюман Дэниел Бурш Карл Уолз                                    | 12 сентября 1993 Дискавери STS-51 | 22 сентября 1993 Дискавери STS-51 | 57-й полёт шаттла. 17-й полёт «Дискавери». Полёт для министерства обороны США. 300-й человек в космосе! | 9 дней 20 ч 11 м   |
| 161 | Джон Блаха Ричард Сирфосс Шеннон Лусид Дэвид Вулф Уильям Макартур Маргарет Седдон Мартин Феттман     | 18 октября 1993 Колумбия STS-58   | 1 ноября 1993 Колумбия STS-58     | 58-й полёт шаттла. 15-й полёт «Колумбии».                                                               | 14 дней 0 ч 12 м   |
| 162 | Ричард Кови Кеннет Боуэрсокс Томас Эйкерс Джеффри Хоффман Кэтрин Торнтон Клод Николье Стори Масгрейв | 2 декабря 1993 Индевор STS-61     | 13 декабря 1993 Индевор STS-61    | 59-й полёт шаттла. 5-й полёт «Индевора». Экспедиция по обслуживанию телескопа «Хаббл».                  | 10 дней 19 ч 58 м  |

Итоги года
- Космонавтов России — 76 (+2 за год); Пилотируемых полётов России — 75 (+2 за год)
- Астронавтов США — 192 (+15 за год); Пилотируемых полётов США — 87 (+7 за год)
- Космонавтов других стран — 36 (+3 за год);
- Всего астронавтов и космонавтов — 304 (+20 за год)
- Всего пилотируемых полётов — 162 (+9 за год)

## 1994 год
| №   | Экипаж                                                                                      | Корабль доставки                 | Корабль возвращения               | Достижения | Продолжительность  |
| --- | ------------------------------------------------------------------------------------------- | -------------------------------- | --------------------------------- | --- | ------------------ |
| 163 | Виктор Афанасьев Юрий Усачёв                                                                | 8 января 1994 «Союз ТМ-18»       | 9 июля 1994 «Союз ТМ-18»          | 15-я долговременная экспедиция на станции «Мир». Поляков начал свой рекордный по продолжительности полёт. Он приземлился 22 марта 1995 на «Союз ТМ-20». | 182 дня 00 ч 27 м  |
| 163 | Валерий Поляков                                                                             | 8 января 1994 «Союз ТМ-18»       | 22 марта 1995 год «Союз ТМ-20»    | 15-я долговременная экспедиция на станции «Мир». Поляков начал свой рекордный по продолжительности полёт. Он приземлился 22 марта 1995 на «Союз ТМ-20». | 437 дней 17 ч 58 м |
| 164 | Чарльз Болден Кеннет Райтлер Нэнси Дейвис Рональд Сега Франклин Чанг-Диаз Сергей Крикалёв   | 3 февраля 1994 Дискавери STS-60  | 11 февраля 1994 Дискавери STS-60  | 60-й полёт шаттла. 18-й полёт «Дискавери». Крикалёв — первый российский космонавт на американском шаттле. | 8 дней 7 ч 9 м     |
| 165 | Джон Каспер Эндрю Аллен Пьерр Туот Чарльз Гемар Марша Айвинс                                | 4 марта 1994 Колумбия STS-62     | 18 марта 1994 Колумбия STS-62     | 61-й полёт шаттла. 16-й полёт «Колумбии». | 13 дней 23 ч 17 м  |
| 166 | Сидни Гутьеррес Кевин Чилтон Джей Эпт Майкл Клиффорд Линда Годвин Томас Джоунс              | 9 апреля 1994 Индевор STS-59     | 20 апреля 1994 Индевор STS-59     | 62-й полёт шаттла. 6-й полёт «Индевора». Экспедиция по обслуживанию телескопа Хаббл. | 11 дней 5 ч 49 м   |
| 167 | Юрий Маленченко Талгат Мусабаев                                                             | 1 июля 1994 «Союз ТМ-19»         | 4 ноября 1994 «Союз ТМ-19»        | 16-я долговременная экспедиция на станции «Мир». Поляков всё ещё на станции. | 125 дней 22 ч 53 м |
| 168 | Роберт Кабана Джеймс Холселл Ричард Хиб Карл Уолз Лерой Чиао Доналд Томас Тиаки Наито-Мукаи | 8 июля 1994 Колумбия STS-65      | 23 июля 1994 Колумбия STS-65      | 63-й полёт шаттла. 17-й полёт «Колумбии». | 14 дней 17 ч 55 м  |
| 169 | Ричард Ричардс Блэйн Хэммонд Джерри Линенджер Сьюзан Хелмс Карл Мид Марк Ли                 | 9 сентября 1994 Дискавери STS-64 | 20 сентября 1994 Дискавери STS-64 | 64-й полёт шаттла. 19-й полёт «Дискавери». | 10 дней 22 ч 50 м  |
| 170 | Майкл Бейкер Терренс Уилкатт Томас Джоунс Стивен Смит Дэниел Бурш Питер Уайсофф             | 30 сентября 1994 Индевор STS-68  | 11 октября 1994 Индевор STS-68    | 65-й полёт шаттла. 7-й полёт «Индевора». Экспедиция по обслуживанию телескопа Хаббл. 200-й американский астронавт на орбите. | 11 дней 5 ч 46 м   |
| 171 | Александр Викторенко Елена Кондакова                                                        | 3 октября 1994 год «Союз ТМ-20»  | 22 марта 1995 год «Союз ТМ-20»    | 17-я долговременная экспедиция на станции «Мир». Поляков всё ещё на станции. Он вернётся на Землю вместе с Викторенко и Кондаковой 22.03.1995. Мербольд два раза летал с американцами на шаттлах, теперь с русскими на «Союзе». Мербольд вернулся на Землю на «Союз ТМ-19». | 169 дней 5 ч 21 м  |
| 171 | Ульф Мербольд                                                                               | 3 октября 1994 год «Союз ТМ-20»  | 4 ноября 1994 «Союз ТМ-19»        | 17-я долговременная экспедиция на станции «Мир». Поляков всё ещё на станции. Он вернётся на Землю вместе с Викторенко и Кондаковой 22.03.1995. Мербольд два раза летал с американцами на шаттлах, теперь с русскими на «Союзе». Мербольд вернулся на Землю на «Союз ТМ-19». | 31 день 12 ч 36 м  |
| 172 | Доналд Макмонэгл Кёртис Браун Эллен Очоа Джозеф Таннер Жан-Франсуа Клервуа Скотт Паразински | 3 ноября 1994 Атлантис STS-66    | 14 ноября 1994 Атлантис STS-66    | 66-й полёт шаттла. 13-й полёт «Атлантиса». | 10 дней 22 ч 34 м  |

Итоги года
- Космонавтов России — 80 (+4 за год); Пилотируемых полётов России — 78 (+3 за год)
- Астронавтов США — 202 (+10 за год); Пилотируемых полётов США — 94 (+7 за год)
- Космонавтов других стран — 38 (+2 за год);
- Всего астронавтов и космонавтов — 320 (+16 за год)
- Всего пилотируемых полётов — 172 (+10 за год)

## 1995 год
| №   | Экипаж | Корабль доставки                | Корабль возвращения              | Достижения | Продолжительность |
| --- | --- | ------------------------------- | -------------------------------- | --- | ----------------- |
| 173 | Джеймс Уэзерби Айлин Коллинз Бернард Харрис Майкл Фоул Дженис Восс Владимир Титов                            | 3 февраля 1995 Дискавери STS-63 | 11 февраля 1995 Дискавери STS-63 | 67-й полёт шаттла. 20-й полёт «Дискавери». Сближение до 10 метров с российской космической станцией «Мир». Коллинз — первая женщина-пилот шаттла. Титов — второй российский космонавт на американском шаттле. | 8 дней 6 ч 28 м   |
| 174 | Стивен Освальд Уильям Грегори Джон Грансфелд Уэнди Лоуренс Тамара Джерниган Роналд Паризи Сэмюел Дарранс     | 2 марта 1995 Индевор STS-67     | 18 марта 1995 Индевор STS-67     | 68-й полёт шаттла. 8-й полёт «Индевора». Самый длительный полёт шаттла на тот момент. | 16 дней 15 ч 8 м  |
| 175 | Владимир Дежуров Геннадий Стрекалов Норман Тагарт                                                            | 14 марта 1995 Союз ТМ-21        | 27 июня 1995 Атлантис STS-71     | 18-я долговременная экспедиция на станции «Мир». Тагарт — первый американец на российском «Союзе». Экипаж вернулся на Землю на шаттле «Атлантис STS-71». Почти через 438 дней в космосе, Поляков отправляется на Землю 22.03.95. Новый рекорд продолжительности пребывания в космосе — Поляков = 10505 ч 58 м (437 дней 17 ч 58 м). Новый рекорд суммарной продолжительности пребывания в космосе — Поляков (за два полёта) = 15328 ч 332 м (638 дней 16 ч 33 м). Впервые в космосе одновременно 13 космонавтов. | 115 дней 8 ч 43 м |
| 176 | Роберт Гибсон Чарльз Прекорт Еллен Бейкер Грегори Харбо Бонни Данбар                                         | 27 июня 1995 Атлантис STS-71    | 27 июня 1995 Атлантис STS-71     | 69-й полёт шаттла. 14-й полёт «Атлантиса». Первая стыковка шаттла со станцией «Мир». Соловьёв и Бударин остались на станции и вернулись на Землю на «Союз ТМ-21». Бударин — российский космонавт, совершает свой первый полёт не на российском «Союзе», а на американском шаттле. Дежуров, Стрекалов и Тагард вернулись на Землю на шаттле. | 9 дней 19 ч 22 м  |
| 176 | Анатолий Соловьёв Николай Бударин                                                                            | 27 июня 1995 Атлантис STS-71    | 11 сентября 1995 Союз ТМ-21      | 69-й полёт шаттла. 14-й полёт «Атлантиса». Первая стыковка шаттла со станцией «Мир». Соловьёв и Бударин остались на станции и вернулись на Землю на «Союз ТМ-21». Бударин — российский космонавт, совершает свой первый полёт не на российском «Союзе», а на американском шаттле. Дежуров, Стрекалов и Тагард вернулись на Землю на шаттле. | 75 дней 11 ч 20 м |
| 177 | Теренс Хенрикс Кевин Крегель Нэнси Кэрри Доналд Томас Мэри Уэбер                                             | 13 июля 1995 Дискавери STS-70   | 22июля 1995 Дискавери STS-70     | 70-й полёт шаттла. 21-й полёт «Дискавери». | 8 дней 22 ч 20 м  |
| 178 | Юрий Гидзенко Сергей Авдеев Томас Райтер                                                                     | 3 сентября 1995 Союз ТМ-22      | 29 февраля 19956 Союз ТМ-22      | 20-я долговременная экспедиция на станции «Мир». | 179 дней 1 ч 42 м |
| 179 | Дейвид Уокер Кеннет Кокрелл Джеймс Восс Джеймс Ньюман Майкл Гернхардт                                        | 7 сентября 1995 Индевор STS-69  | 18 сентября 1995 Индевор STS-69  | 71-й полёт шаттла. 9-й полёт «Индевора». | 10 дней 20 ч 28 м |
| 180 | Кеннет Боуэрсокс Кент Роминджер Катерина Коулман Майкл Лопез-Алегриа Кэтрин Торнтон Фред Лесли Альберт Сакко | 20 октября 1995 Колумбия STS-73 | 5 ноября 1995 Колумбия STS-73    | 72-й полёт шаттла. 18-й полёт «Колумбии». | 15 дней 21 ч 52 м |
| 181 | Кеннет Камерон Джеймс Холселл Крис Хэдфилд Джерри Росс Уильям Макартур                                       | 12 ноября 1995 Атлантис STS-74  | 20 ноября 1995 Атлантис STS-74   | 73-й полёт шаттла. 15-й полёт «Атлантиса». Вторая стыковка шаттла со станцией «Мир». | 8 дней 4 ч 31 м   |

Итоги года
- Космонавтов России — 83 (+3 за год); Пилотируемых полётов России — 80 (+2 за год)
- Астронавтов США — 214 (+12 за год); Пилотируемых полётов США — 101 (+7 за год)
- Космонавтов других стран — 40 (+2 за год);
- Всего астронавтов и космонавтов — 337 (+17 за год)
- Всего пилотируемых полётов — 181 (+9 за год)
- Рекорд продолжительности полёта (Поляков) = 10505 ч 58 м (437 дней 17 ч 58 м)
- Побит рекорд продолжительности полёта — Поляков = 10505 ч 58 м (437 дней 17 ч 58 м). Предыдущий рекорд был — Титов, Манаров = 8782 ч 40 м (365 дней 22 ч 40 м).
- Побит рекорд суммарной продолжительности пребывания в космосе — Поляков (за два полёта) = 15328 ч 332 м (638 дней 16 ч 33 м). Предыдущий рекорд был — Манаров (за два полёта) = 12984 ч 32 м (541 день 00 ч 32 м).
- 14 марта 1995 побит рекорд по количеству людей одновременно находящихся на околоземной орбите — 13 человек (+2 с апреля 1984)

## 1996 год
| №   | Экипаж                                                                                                   | Корабль доставки                 | Корабль возвращения              | Достижения | Продолжительность  |
| --- | --- | -------------------------------- | -------------------------------- | --- | ------------------ |
| 182 | Брайан Даффи Брент Джетт Лерой Чиао Уинстон Скотт Коити Ваката Даниэль Барри                             | 11 января 1996 Индевор STS-72    | 20 января 1996 Индевор STS-72    | 74-й полёт шаттла. 10-й полёт «Индевора». | 8 дней 22 ч 1 м    |
| 183 | Юрий Онуфриенко Юрий Усачёв                                                                              | 21 февраля 1996 «Союз ТМ-23»     | 2 сентября 1996 «Союз ТМ-23»     | 21-я долговременная экспедиция на станции «Мир». | 193 дня 19 ч 8 м   |
| 184 | Эндрю Аллен, Скотт Хоровитц Джеффри Хофман Маурицио Кели Клод Николье Франклин Чанг-Диаз Умберто Гуидони | 22 февраля 1996 Колумбия STS-75  | 9 марта 1996 Колумбия STS-75     | 75-й полёт шаттла. 19-й полёт «Колумбии». | 13 дней 16 ч 14 м  |
| 185 | Кевин Чилтон Ричард Сирфосс Линда Годвин Майкл Клиффорд Рональд Сега                                     | 22 марта 1996 Атлантис STS-76    | 31 марта 1996 Атлантис STS-76    | 76-й полёт шаттла. 16-й полёт «Атлантиса». Третья стыковка шаттла со станцией «Мир». Шенон осталась на станции «Мир» и вернулась на Землю на «Атлантис STS-79». Лусид проводит рекордно длительное время в космосе для американских астронавтов, и одновременно для женщин. | 9 дней 5 ч 16 м    |
| 185 | Шэннон Лусид                                                                                             | 22 марта 1996 Атлантис STS-76    | 26 сентября 1996 Атлантис STS-79 | 76-й полёт шаттла. 16-й полёт «Атлантиса». Третья стыковка шаттла со станцией «Мир». Шенон осталась на станции «Мир» и вернулась на Землю на «Атлантис STS-79». Лусид проводит рекордно длительное время в космосе для американских астронавтов, и одновременно для женщин. | 188 дней 4 ч 0 м   |
| 186 | Джон Каспер Кёртис Браун Энди Томас Дэниел Бурш Марио Ранко Марк Гарно                                   | 19 мая 1996 Индевор STS-77       | 19 мая 1996 Индевор STS-77       | 77-й полёт шаттла. 11-й полёт «Индевора». | 10 дней 2 ч 30 м   |
| 187 | Теренс Хенрикс Кевин Крегель Ричард Линнехан Сьюзан Хелмс Чарлз Брейди Жан-Жак Фавье Роберт Тёрск        | 20 июня 1996 Колумбия STS-78     | 7 июля 1996 Колумбия STS-78      | 78-й полёт шаттла. 20-й полёт «Колумбии». | 16 дней 21 ч 48 м  |
| 188 | Валерий Корзун Александр Калери                                                                          | 17 августа 1996 «Союз ТМ-24»     | 2 марта 1997 «Союз ТМ-24»        | 22-я долговременная экспедиция на станции «Мир». Клоди Андре-Дез — первая французская женщина-космонавт. Андре-Дез вернулась на Землю на «Союз ТМ-23». | 196 дней 17 ч 26 м |
| 188 | Клоди Андре-Деэ                                                                                          | 17 августа 1996 «Союз ТМ-24»     | 2 сентября 1996 «Союз ТМ-23»     | 22-я долговременная экспедиция на станции «Мир». Клоди Андре-Дез — первая французская женщина-космонавт. Андре-Дез вернулась на Землю на «Союз ТМ-23». | 15 дней 18 ч 2 м   |
| 189 | Уильям Редди Терренс Уилкатт Джей Эпт Томас Эйкерс Карл Уолз                                             | 16 сентября 1996 Атлантис STS-79 | 26 сентября 1996 Атлантис STS-79 | 79-й полёт шаттла. 17-й полёт «Атлантиса». Четвёртая стыковка шаттла со станцией «Мир». Блаха остался на станции «Мир» и вернулся на Землю на «Атлантис STS-81». Лусид вернулась на Землю.                                                                                  | 10 дней 3 ч 19 м   |
| 189 | Джон Блаха                                                                                               | 16 сентября 1996 Атлантис STS-79 | 22 января 1997 Атлантис STS-81   | 79-й полёт шаттла. 17-й полёт «Атлантиса». Четвёртая стыковка шаттла со станцией «Мир». Блаха остался на станции «Мир» и вернулся на Землю на «Атлантис STS-81». Лусид вернулась на Землю.                                                                                  | 128 дней 5 ч 28 м  |
| 190 | Кеннет Кокрелл Кент Роминджер Тамара Джерниган Томас Джоунс Стори Масгрейв                               | 19 ноября 1996 Колумбия STS-80   | 7 декабря 1996 Колумбия STS-80   | 80-й полёт шаттла. 21-й полёт «Колумбии». Масгрейв совершает вторым, после Янга, шестой космический полёт. Самый продолжительный полёт шаттла за всю историю. | 17 дней 15 ч 53 м  |

Итоги года
- Космонавтов России — 85 (+2 за год); Пилотируемых полётов России — 82 (+2 за год)
- Астронавтов США — 221 (+7 за год); Пилотируемых полётов США — 108 (+7 за год)
- Космонавтов других стран — 46 (+6 за год);
- Всего астронавтов и космонавтов — 352 (+15 за год)
- Всего пилотируемых полётов — 190 (+9 за год)

## 1997 год
| №   | Экипаж                                                                                             | Корабль доставки                 | Корабль возвращения              | Достижения | Продолжительность  |
| --- | -------------------------------------------------------------------------------------------------- | -------------------------------- | -------------------------------- | --- | ------------------ |
| 191 | Майкл Бейкер Брент Джетт Питер Уайсофф Джон Грансфелд Марша Айвинс                                 | 12 января 1997 Атлантис STS-81   | 22 января 1997 Атлантис STS-81   | 81-й полёт шаттла. 18-й полёт «Атлантиса». Пятая стыковка шаттла со станцией «Мир». Линенджер остался на станции «Мир» и вернулся на Землю на «Атлантис STS-84». Блаха вернулся на Землю. | 10 дней 4 ч 56 м   |
| 191 | Джерри Линенджер                                                                                   | 12 января 1997 Атлантис STS-81   | 24 мая 1997 Атлантис STS-84      | 81-й полёт шаттла. 18-й полёт «Атлантиса». Пятая стыковка шаттла со станцией «Мир». Линенджер остался на станции «Мир» и вернулся на Землю на «Атлантис STS-84». Блаха вернулся на Землю. | 132 дней 4 ч 00 м  |
| 192 | Василий Циблиев Александр Лазуткин                                                                 | 10 февраля 1997 «Союз ТМ-25»     | 14 августа 1997 «Союз ТМ-25»     | 23-я долговременная экспедиция на станции «Мир». 25 июня «Прогресс М-34» столкнулся со станцией. Модуль «Спектр» был разгерметизирован. Эвальд вернулся на Землю на «Союз ТМ-24».         | 184 дней 22 ч 8 м  |
| 192 | Райнхольд Эвальд                                                                                   | 10 февраля 1997 «Союз ТМ-25»     | 2 марта 1997 «Союз ТМ-24»        | 23-я долговременная экспедиция на станции «Мир». 25 июня «Прогресс М-34» столкнулся со станцией. Модуль «Спектр» был разгерметизирован. Эвальд вернулся на Землю на «Союз ТМ-24».         | 19 дней 16 ч 35 м  |
| 193 | Кеннет Боуерсокс Скотт Хоровитц Джозеф Таннер Стивен Хоули Грегори Харбо Марк Ли Стивен Смит       | 11 февраля 1997 Дискавери STS-82 | 21 февраля 1997 Дискавери STS-82 | 82-й полёт шаттла. 22-й полёт «Дискавери». Вторая экспедиция по обслуживанию телескопа «Хаббл».                                                                                           | 9 дней 23 ч 36 м   |
| 194 | Джеймс Холселл Сьюзан Стилл Дженис Восс Майкл Гернхардт Доналд Томас Роджер Крауч Грегори Линтерис | 4 апреля 1997 Колумбия STS-83    | 8 апреля 1997 Колумбия STS-83    | 83-й полёт шаттла. 22-й полёт «Колумбии». | 3 дня 23 ч 34 м    |
| 195 | Чарлз Прекорт Айлин Коллинз Жан-Франсуа Клервуа Карлос Норьега Эдвард Лу Елена Кондакова           | 15 мая 1997 Атлантис STS-84      | 24 мая 1997 Атлантис STS-84      | 84-й полёт шаттла. 19-й полёт «Атлантиса». Шестая стыковка шаттла со станцией «Мир». Фоул остался на станции «Мир» и вернулся на Землю на «Атлантис STS-86». Линенджер вернулся на Землю. | 9 дней 5 ч 21 м    |
| 195 | Майкл Фоул                                                                                         | 15 мая 1997 Атлантис STS-84      | 6 октября 1997 Атлантис STS-86   | 84-й полёт шаттла. 19-й полёт «Атлантиса». Шестая стыковка шаттла со станцией «Мир». Фоул остался на станции «Мир» и вернулся на Землю на «Атлантис STS-86». Линенджер вернулся на Землю. | 144 дней 13 ч 47 м |
| 196 | Джеймс Холселл Сьюзан Стилл Дженис Восс Майкл Гернхардт Доналд Томас Роджер Крауч Грегори Линтерис | 1 июля 1997 Колумбия STS-94      | 17 июля 1997 Колумбия STS-94     | 85-й полёт шаттла. 23-й полёт «Колумбии». Повторение неудачного полёта STS-83. | 15 дней 16 ч 45 м  |
| 197 | Анатолий Соловьёв Павел Виноградов                                                                 | 5 августа 1997 «Союз ТМ-26»      | 19 февраля 1998 «Союз ТМ-26»     | 24-я долговременная экспедиция на станции «Мир». | 197 дней 17 ч 3 м  |
| 198 | Кёртис Браун Кент Роминджер Нэнси Дейвис Роберт Кербим Стефен Робинсон Бьярни Триггвасон           | 7 августа 1997 Дискавери STS-85  | 19 августа 1997 Дискавери STS-85 | 86-й полёт шаттла. 23-й полёт «Дискавери». | 11 дней 20 ч 27 м  |
| 199 | Джеймс Уэзерби Майкл Блумфилд Скотт Паразински Владимир Титов Жан-Лу Кретьен Уэнди Лоуренс         | 26 сентября 1997 Атлантис STS-86 | 6 октября 1997 Атлантис STS-86   | 87-й полёт шаттла. 20-й полёт «Атлантиса». Седьмая стыковка шаттла со станцией «Мир». Вулф остался на станции «Мир» и вернулся на Землю на «Индевор STS-89». Фоэл вернулся на Землю.      | 10 дней 19 ч 21 м  |
| 199 | Дэвид Вулф                                                                                         | 26 сентября 1997 Атлантис STS-86 | 31 января 1998 Индевор STS-89    | 87-й полёт шаттла. 20-й полёт «Атлантиса». Седьмая стыковка шаттла со станцией «Мир». Вулф остался на станции «Мир» и вернулся на Землю на «Индевор STS-89». Фоэл вернулся на Землю.      | 127 дней 20 ч 1 м  |
| 200 | Кевин Крегель Стивен Линдси Калпана Чавла Уинстон Скотт Такао Дои Леонид Каденюк                   | 19 ноября 1997 Колумбия STS-87   | 19 ноября 1997 Колумбия STS-87   | 88-й полёт шаттла. 24-й полёт «Колумбии». Каденюк — первый космонавт Украины. | 15 дней 16 ч 34 м  |

Итоги года
- Космонавтов России — 87 (+2 за год); Пилотируемых полётов России — 84 (+2 за год)
- Астронавтов США — 231 (+10 за год); Пилотируемых полётов США — 116 (+8 за год)
- Космонавтов других стран — 50 (+4 за год);
- Всего астронавтов и космонавтов — 368 (+16 за год)
- Всего пилотируемых полётов — 200 (+10 за год)

## 1998 год
| №   | Экипаж                                                                                              | Корабль доставки                 | Корабль возвращения            | Достижения | Продолжительность  |
| --- | --------------------------------------------------------------------------------------------------- | -------------------------------- | ------------------------------ | --- | ------------------ |
| 201 | Терренс Уилкатт Джо Эдвардс Джеймс Райли Майкл Андерсон Бонни Данбар Салижан Шарипов                | 22 января 1998 Индевор STS-89    | 31 января 1998 Индевор STS-89  | 89-й полёт шаттла. 12-й полёт «Индевора». Восьмая стыковка шаттла со станцией «Мир». Вулф вернулся на Землю. Томас остался на станции «Мир» и вернулся на Землю на «Дискавери STS-91». | 8 дней 19 ч 47 м   |
| 201 | Энди Томас                                                                                          | 22 января 1998 Индевор STS-89    | 12 июня 1998 Дискавери STS-91  | 89-й полёт шаттла. 12-й полёт «Индевора». Восьмая стыковка шаттла со станцией «Мир». Вулф вернулся на Землю. Томас остался на станции «Мир» и вернулся на Землю на «Дискавери STS-91». | 140 дней 15 ч 12 м |
| 202 | Талгат Мусабаев Николай Бударин                                                                     | 29 января 1998 «Союз ТМ-27»      | 25 августа 1998 «Союз ТМ-27»   | 25-я долговременная экспедиция на станции «Мир». Эйартц вернулся на Землю на «Союз ТМ-26» | 207 дней 12 ч 49 м |
| 202 | Леопольд Эйартц                                                                                     | 29 января 1998 «Союз ТМ-27»      | 19 февраля 1998 «Союз ТМ-26»   | 25-я долговременная экспедиция на станции «Мир». Эйартц вернулся на Землю на «Союз ТМ-26» | 20 дней 16 ч 36 м  |
| 203 | Ричард Сирфосс Скотт Альтман Ричард Линнехан Кэтрин Хайр Давид Уильямс Джей Баки Джеймс Павелчик    | 17 апреля 1998 Колумбия STS-90   | 3 мая 1998 Колумбия STS-90     | 90-й полёт шаттла. 25-й полёт «Колумбии». | 15 дней 21 ч 50 м  |
| 204 | Чарлз Прекорт Доминик Гори Франклин Чанг-Диаз Уэнди Лоуренс Джанет Каванди Валерий Рюмин            | 2 июня 1998 Дискавери STS-91     | 12 июня 1998 Дискавери STS-91  | 91-й полёт шаттла. 24-й полёт «Дискавери». Девятая (и последняя) стыковка шаттла со станцией «Мир». Томас вернулся на Землю. | 9 дней 19 ч 48 м   |
| 205 | Геннадий Падалка                                                                                    | 13 августа 1998 «Союз ТМ-28»     | 28 февраля 1999 «Союз ТМ-28»   | 26-я долговременная экспедиция на станции «Мир». Батурин вернулся на Землю на «Союз ТМ-27». Падалка вернулся на Землю на «Союз ТМ-28». Авдеев вернулся на Землю на «Союз ТМ-29» 28 августа 1999. Это будет второй (после Полякова) по длительности полёт. По сумме трёх полётов, Авдеев становится рекордсменом — 17942 ч 12 м (747дней 14 с 12 м). | 198 дней 16 ч 31 м |
| 205 | Сергей Авдеев                                                                                       | 13 августа 1998 «Союз ТМ-28»     | 28 августа 1999 «Союз ТМ-29»   | 26-я долговременная экспедиция на станции «Мир». Батурин вернулся на Землю на «Союз ТМ-27». Падалка вернулся на Землю на «Союз ТМ-28». Авдеев вернулся на Землю на «Союз ТМ-29» 28 августа 1999. Это будет второй (после Полякова) по длительности полёт. По сумме трёх полётов, Авдеев становится рекордсменом — 17942 ч 12 м (747дней 14 с 12 м). | 379 дней 14 ч 51 м |
| 205 | Юрий Батурин                                                                                        | 13 августа 1998 «Союз ТМ-28»     | 25 августа 1998 «Союз ТМ-27»   | 26-я долговременная экспедиция на станции «Мир». Батурин вернулся на Землю на «Союз ТМ-27». Падалка вернулся на Землю на «Союз ТМ-28». Авдеев вернулся на Землю на «Союз ТМ-29» 28 августа 1999. Это будет второй (после Полякова) по длительности полёт. По сумме трёх полётов, Авдеев становится рекордсменом — 17942 ч 12 м (747дней 14 с 12 м). | 11 дней 19 ч 40 м  |
| 206 | Кёртис Браун Стивен Линдси Скотт Паразински Стефен Робинсон Педро Дуке Тиаки Наито-Мукаи Джон Гленн | 29 октября 1998 Дискавери STS-95 | 7 ноября 1998 Дискавери STS-95 | 92-й полёт шаттла. 25-й полёт «Дискавери». Дуке — первый астронавт из Испании. Гленн совершает второй полёт в возрасте 77 лет. | 8 дней 21 ч 44 м   |
| 207 | Роберт Кабана Фредерик Стеркоу Джеймс Ньюман Нэнси Кэрри Джерри Росс Сергей Крикалёв                | 4 декабря 1998 Индевор STS-88    | 16 декабря 1998 Индевор STS-88 | 93-й полёт шаттла. 13-й полёт «Индевора». Первый американский модуль (Unity) был пристыкован к МКС. | 11 дней 19 ч 18 м  |

Итоги года
- Космонавтов России — 90 (+3 за год); Пилотируемых полётов России — 86 (+2 за год)
- Астронавтов США — 241 (+10 за год); Пилотируемых полётов США — 121 (+5 за год)
- Космонавтов других стран — 53 (+3 за год);
- Всего астронавтов и космонавтов — 384 (+16 за год)
- Всего пилотируемых полётов — 207 (+7 за год)

## 1999 год
| №   | Экипаж                                                                                          | Корабль доставки                  | Корабль возвращения               | Достижения | Продолжительность  |
| --- | ----------------------------------------------------------------------------------------------- | --------------------------------- | --------------------------------- | --- | ------------------ |
| 208 | Виктор Афанасьев Жан-Пьер Эньере                                                                | 20 февраля 1999 «Союз ТМ-29»      | 28 августа 1999 «Союз ТМ-29»      | 27-я долговременная экспедиция на станции «Мир». Белла — первый космонавт из Словакии. Белла вернулся на Землю на «Союз ТМ-28». Афанасьев, Эньере и Авдеев покинули станцию «Мир» и вернулись на Землю 28 августа. На этом фактически закончилась космическая эпопея станции «Мир». Станция «Мир» обезлюдела. Почти 10 лет, с 8 сентября 1989 года, сменяя друг друга на станции «Мир» всегда были космонавты. По сумме трёх полётов, Авдеев становится рекордсменом — 17942 ч 12 м (747 дней 14 с 12 м). | 188 дней 20 ч 16 м |
| 208 | Иван Белла                                                                                      | 20 февраля 1999 «Союз ТМ-29»      | 28 февраля 1999 «Союз ТМ-28»      | 27-я долговременная экспедиция на станции «Мир». Белла — первый космонавт из Словакии. Белла вернулся на Землю на «Союз ТМ-28». Афанасьев, Эньере и Авдеев покинули станцию «Мир» и вернулись на Землю 28 августа. На этом фактически закончилась космическая эпопея станции «Мир». Станция «Мир» обезлюдела. Почти 10 лет, с 8 сентября 1989 года, сменяя друг друга на станции «Мир» всегда были космонавты. По сумме трёх полётов, Авдеев становится рекордсменом — 17942 ч 12 м (747 дней 14 с 12 м). | 7 дней 21 ч 56 м   |
| 209 | Кент Роминджер Рик Хасбанд Даниэль Барри Валерий Токарев Эллен Очоа Жюли Пейет Тамара Джерниган | 27 мая 1999 Дискавери STS-96      | 6 июня 1999 Дискавери STS-96      | 2-й полёт к МКС 94-й полёт шаттла. 26-й полёт «Дискавери». | 9 дней 19 ч 13 м   |
| 210 | Айлин Коллинз Джеффри Эшби Мишель Тонини Стивен Хоули Катерина Коулман                          | 23 июля 1999 Колумбия STS-93      | 28 июля 1999 Колумбия STS-93      | 95-й полёт шаттла. 26-й полёт «Колумбии». Коллинз — первая женщина-командир шаттла. | 4 дня 22 ч 50 м    |
| 211 | Кёртис Браун Скотт Келли Стивен Смит Майкл Фоул Джон Грансфелд Клод Николье Жан-Франсуа Клервуа | 19 декабря 1999 Дискавери STS-103 | 18 декабря 1999 Дискавери STS-103 | 96-й полёт шаттла. 27-й полёт «Дискавери». Третья экспедиция по обслуживанию телескопа Хаббл. | 7 дней 23 ч 11 м   |

Итоги года
- Космонавтов России — 91 (+1 за год); Пилотируемых полётов России — 87 (+1 за год)
- Астронавтов США — 244 (+3 за год); Пилотируемых полётов США — 124 (+3 за год)
- Космонавтов других стран — 55 (+2 за год);
- Всего астронавтов и космонавтов — 390 (+6 за год)
- Всего пилотируемых полётов — 211 (+4 за год)
- Побит рекорд суммарной продолжительности пребывания в космосе — Авдеев (за три полёта) = 17942 ч 12 м (747дней 14 с 12 м). Предыдущий рекорд был — Поляков (за два полёта) = 15328 ч 332 м (638 дней 16 ч 33 м).